# 심재명 (1963년)
심재명(沈裁明, 1963년 4월 4일 ~ )은 대한민국의 영화 제작자이자 기획자, 영화마케터로, 영화제작사 명필름의 대표이사로 활동하고 있다.

## 학력
- 1987년 동덕여자대학교 국어국문학과 학사

## 경력
- 1988년 서울극장 겸 합동영화사 기획실 입사
- 1992년 명기획 설립, 대표이사
- 1995년 명필름 설립, 대표이사
- 2000년 여성영화인모임 기획이사
- 2001년 추계예술대학교 문화예술대학원 겸임 교수
- 2004년 MK 픽처스 대표이사
- 2005년 ~ 2008년 영화진흥위원회 위원
- 2005년 광주국제영화제 집행위원
- 부산영상위원회 부위원장
- 2020년 1월 ~ : 더불어민주당 21대 총선 공천관리위원회 위원

## 작품

### 기획
- 1989년 《서울 무지개》
- 1990년 《미친 사랑의 노래》
- 1991년 《사의 찬미》
- 1992년 《그대 안의 블루》
- 1993년 《그 여자, 그 남자》
- 1995년 《총잡이》
- 1996년 《코르셋》

### 홍보(마케팅)
- 1992년 《결혼 이야기》
- 1993년 《아담이 눈뜰 때》
- 1994년 《게임의 법칙》
- 1997년 《접속》
- 1998년 《조용한 가족》
- 1999년 《해피엔드》

### 제작
- 1996년 《코르셋》
- 1997년 《접속》
- 1998년 《조용한 가족》
- 1998년 《해가 서쪽에서 뜬다면》
- 2000년 《섬》
- 2000년 《공동경비구역 JSA》
- 2001년 《와이키키 브라더스》
- 2002년 《버스, 정류장》
- 2002년 《YMCA 야구단》
- 2004년 《그때 그사람들》
- 2005년 《광식이 동생 광태》
- 2006년 《여교수의 은밀한 매력》
- 2006년 《아이스케키》
- 2006년 《구미호 가족》
- 2008년 《우리 생애 최고의 순간》
- 2010년 《시라노; 연애조작단》
- 2011년 《마당을 나온 암탉》
- 2012년 《건축학개론》
- 2014년 《카트》

## 상훈
- 2000년 제23회 〈황금촬영상〉 제작공로상
- 2001년 제24회 〈황금촬영상〉 제작공로상
- 2000년 제3회 디렉터스 컷 시상식 올해의 제작자상
- 2001년 미국영화전문지 〈버라이어티〉 선정 《주목할만한 10인의 제작자》[2]
- 2001년 홍콩경제전문지 〈파 이스턴 이코노믹 리뷰〉 선정 《아시아의 변화를 주도한 인물 20인》[3]
- 2003년 제6회 〈디렉터스 컷 시상식〉 올해의 영화인상
- 2005년 제5회 〈비추미여성대상〉 달리상
- 2010년 제19회 부일영화상 유현목 영화예술상
- 2011년 올해의 여성문화인상
- 2011년 제31회 한국영화평론가협회상 특별상
- 2011년 〈대한민국 콘텐츠어워드〉 애니메이션 부문 대통령상(대상) 《마당을 나온 암탉》[4]
- 2012년 제3회 〈올해의 영화상〉 영화인상
- 2012년 제3회 〈대한민국 대중문화예술상〉 대통령 표창

## 평가
- 대한민국 영화계에 제일 먼저 마케팅 개념을 도입한 영화마케터 1세대로 평가받는다.[5]

## 가족
- 남편 : 영화감독 이은 명필름 대표
- 여동생 : 영화제작자 심보경 보경사 대표